# Le Roman d'Elvire

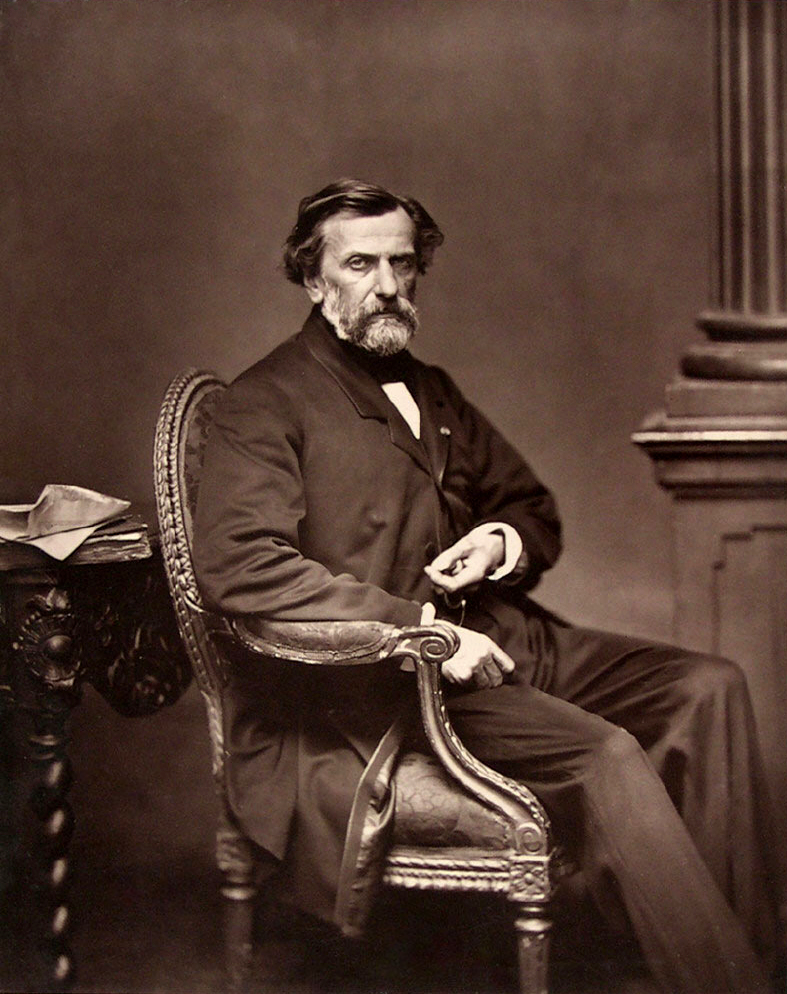
Ambroise Thomas

Le Roman d'Elvire (även uppförd med titeln Fantaisie de marquise) är en opéra comique i tre akter med musik av Ambroise Thomas och libretto av Alexandre Dumas den äldre och Adolphe de Leuven. Den hade premiär 4 februari 1860 på Théâtre Impérial de l'Opéra-Comique. Handlingen utspelas i 1600-talets Palermo och blandar inslag av realism och saga i historien om en ung vällusting som upptäcker att den gamla rika kvinna han trodde han hade gift sig med i själva verket är den unga och vackra han försakade.

## Bakgrund och uppförandehistorik
Även om Alexander Dumas var en flitig författare av romanet och pjäser, så skrev han mycket sällan för operascenen. Le Roman d'Elvire var hans fjärde och sista sådant verk. Hans medförfattare var Adolphe de Leuven som hade författat libretti till Thomas fyra tidigare operor, alla inom genren opéra comique. Premiären på Théâtre Impérial de l'Opéra-Comique av Le Roman d'Elvire ägde rum 4 februari 1860 med Achille-Félix Montaubry och Mademoiselle Monrose i huvudrollerna som Gennaro och Elvire. Uppsättningen regisserades av Toussaint-Eugène-Ernest Mocker. Operan spelades 33 gånger,, men dess blandade kritik och ljumma mottagande ledde till att Thomas övergav operakomponerandet de följande sex åren. Han skulle återkomma 1866 med Mignon som skulle komma att bli en stor framgång både i Frankrike och utomlands.
Svensk premiär som Drottning Elviras saga 26 april 1864 på Operan i Stockholm där den spelades tio gånger.

## Personer
| Roller                                                      | Röstläge    | Premiärbesättning 4 februari 1860 | Svensk premiärbesättning 26 april 1864 (Dirigent: Ludvig Norman) |
| ----------------------------------------------------------- | ----------- | --------------------------------- | ---------------------------------------------------------------- |
| Gennaro, le chevalier d'Albani                              | tenor       | Achille-Félix Montaubry           | Oscar Arnoldson                                                  |
| Malatesta, polischef                                        | bas         | Victor Prilleux                   | Carl Johan Uddman                                                |
| Elvire, la marquise de Villa Bianca                         | sopran      | Mademoiselle Monrose              | Wilhelmina Gelhaar                                               |
| Lilla, en ung spådam                                        | mezzosopran | Marie-Charlotte Lemercier         | Charlotta Strandberg                                             |
| Ascanio, Gennaros vän                                       | baryton     | Eugène Charles Antoine Crosti     | Fritz Arlberg                                                    |
| Aniello, en spion                                           | tenor       | Louis Caussade                    | Robert Ohlsson                                                   |
| Lelio, Gennaros vän                                         |             | Coutan                            | Eleven, Herr Köster                                              |
| Leoni, Gennaros vän                                         |             | Andrieu                           | Herr Angberg                                                     |
| Marco, Gennaros vän                                         |             | Lejeune                           | Richard Lundin                                                   |
| Tjänare, penningutlånare, lagmän, män och kvinnor i Palermo |             |                                   |                                                                  |

## Handling
Plats: Palermo på 1600-talet

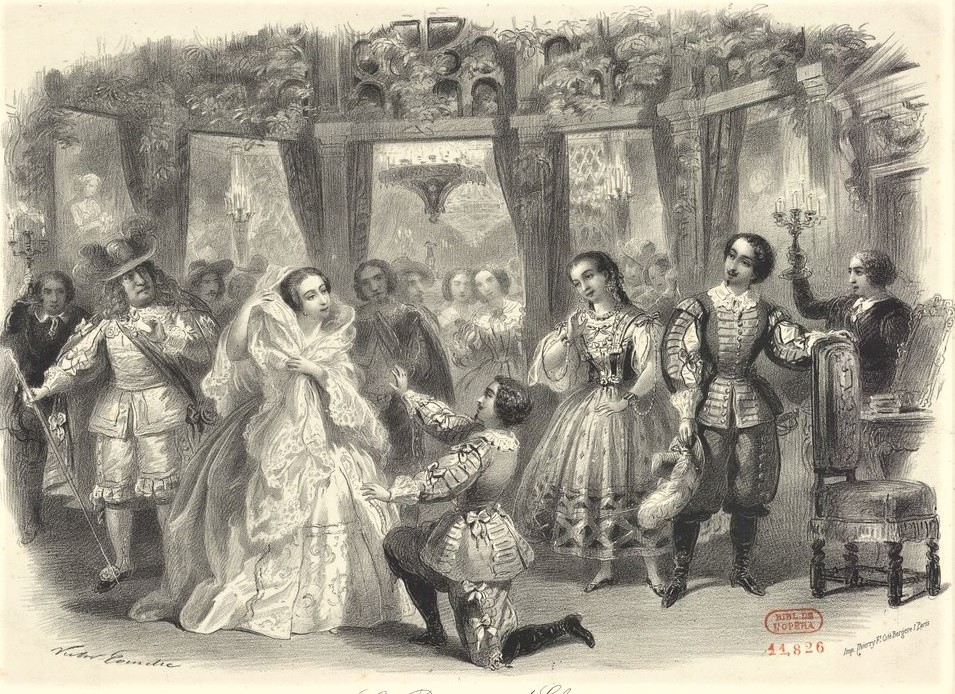
Gennaro knäböjer inför Elvire i höjdpunkten av akt 3

Den unge vällustingen Gennaro d'Abani vägrar att gifta sig med den vackra och rika Elvire. Han föredrar att leva ett liv av ohämmat slöseri och fullfölja sina drömmar att bli en förmögen diamanthandlare. För att få sin hämnd utger sig Elvire för att vara en gammal kvinna medelst en magisk dryck som hon fått av spåkvinnan Lilla. I denna förklädnad tilldrar hon sig uppmärksamheten från Malatesta, Palermos polischef. Under tiden har Gennaros planer gått i stöpet och han förföljs av ockrare. I sin desperation antar han anbuder om giftermål från den "gamla kvinnan" och det ekomiska stöd hon kan bidra med.
Men Gennaro plågas av Elivres hårda regemente och planerar att fly. Han ber Lilla ordna en sömndryck till Elvire så han kan fly. Istället ger Lilla Elivre en dryck som förvandlar henne tillbaka till den unga vackra kvinna hon en gång var. Folket i Palermo är övertygade om att Gennaro har mördat sin hustru och ersatt henne med den nya unga kvinnan. Han döms av Malatesta till hängning. För att rädda sin make erbjuder sig Elivre att dricka ytterliga en dryck som ska förvandla henne till den gamla kvinnan. Förfärad av tanken erkänner Gennaro att han hellre blir hängd. Som ett bevis på hans kärlek och ändrade levnad avslöjar Elvire sanningen om vad som skett och paret kan fortsätta leva lyckligt tillsammans.